# 马肖云
马肖云（1904年—1992年），原名星九，男，直隶（今河北）新乐人，中国教育管理专家，曾任华南师范学院党委书记、院长，中国高等教育学会常务理事。

## 生平
1983年5月28日至30日，中国高等教育学会在北京召开成立大会，大会选举了第一届理事会成员，他出任常务理事。